# Cumulonimbus
Un cumulonimbus o cumulonimbe (Cb) és una mena de núvol (del tipus cúmulus) de desenvolupament vertical que ocupen els tres pisos d'altura definits per als núvols (alt, mitjà i baix), i arriben fins al límit superior de la troposfera, la capa inferior de l'atmosfera. Aquest límit superior és conegut com a tropopausa. Tenen forma de muntanya o de torre. La part superior és habitualment llisa, fibrosa o estriada, de color blanc molt intens i gairebé sempre aplanada, en forma d'enclusa. La part mitjana i baixa és cumuliforme i amb diverses tonalitats de grisos, habitualment molt foscos.
El més usual és que siguin formacions d'un sol cumulonimbus amb força núvols associats. En altres ocasions, es presenten en grups que adquireixen la forma d'una gran muralla i poden causar episodis de precipitacions molt intenses, són els anomenats trens convectius. La pedra i la calamarsa, els xàfecs i les tempestes són fenòmens associats en exclusiva als cumulonimbus, la qual cosa no vol dir que un núvol d'aquest gènere hagi de generar obligatòriament sempre algun o tots aquests fenòmens. Estan constituïts per gotes líquides en la part inferior i mitjana, i per una barreja de gotes líquides i glaçades i de cristalls de glaç en la superior. Els desplaçaments verticals d'aire al seu interior són molt violents i ràpids.

## Observació
És un núvol difícil de confondre. Els cumulonimbus van associats a altres classes de núvols i són també veritables fàbriques de núvols: poden produir bancs d'altocúmuls, estratocúmuls espessos i cirrus densos. L'aspecte del cel quan passa un cumulonimbus per sobre de l'observador pot ser caòtic, amb multitud de núvols trencats i esquinçats i amb cortines de precipitació que poden evaporar-se abans d'arribar a terra (virga).

## Formació

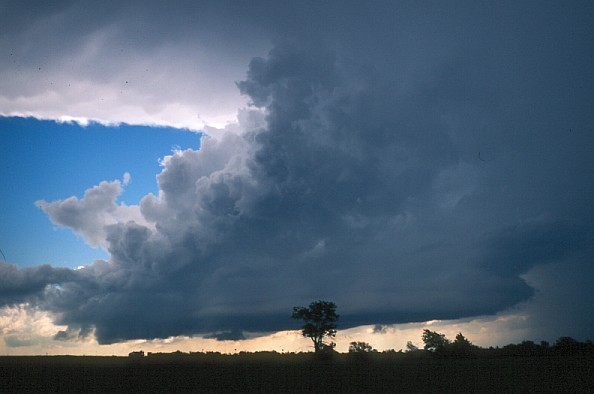
Cumulonimbus a Oklahoma (part basal: àrea plujosa a la dreta)

Per a la seva creació es necessita la concurrència de tres factors: 
1. Molta humitat ambient.
2. Una massa inestable d'aire calent.
3. Una font d'energia per pujar ràpidament aquesta massa calenta i humida.

Els llocs típics de gran formació d'aquests núvols són en les zones temperades, al voltant d'una línia de front fred, prop dels oceans (on la brisa marina pot proveir energia a la tempesta), o en muntanyes en els vessants de sobrevent on el vent es veu forçat a elevar-se ocasionant que l'aire més calent (menys dens) ascendeixi donant origen a fortes precipitacions i tempestes. Els cumulonimbus serveixen per equilibrar, dintre de la zona intertropical, les petites àrees d'inestabilitat que s'originen per la insolació. Sempre generen la seva pròpia energia per l'acumulació de calor en una àrea molt més estesa que la mateixa base del cumulonimbus.
Quan l'aire calent es troba per sobre de les masses més fredes (que estan per sota), comença el refredament i la concomitant condensació del vapor d'aigua en gotes d'aigua. Aquesta condensació escalfa l'aire circumdant pel calor latent, fent avançar l'ascens de les masses d'aire. Continuant amb la pujada de la massa d'aire, les gotes d'aigua es refreden tant que comença el procés de formació de cristalls de gel. La gravetat causa que aquestes gotes i/o grans de gel comencin a caure, causant un moviment descendent que ha de competir amb l'altre ascendent.
La inestabilitat entre les ràfegues en ascens, acompanyades de pols atmosfèrica, i les que es troben en descens amb pedres i pluja, produeixen càrregues d'electricitat estàtica que es van acumulant en el cumulonimbus. La descàrrega d'aquesta electricitat causa el llamp i el tro.
Des de finals de primavera fins a començaments de tardor, el cumulonimbus té més oportunitats de formar-se, i més encara al capvespre, a causa de la calor acumulada en el sòl per la insolació. Per descomptat, fa falta un front fred perquè l'aire calent ascendent sigui encara més empès per la irrupció ràpida de les masses inferiors d'aire fred. Fins a un moment anomenat "Preferent", on semblaria que l'aire calent en grans proporció és "tallat com una navalla" per l'aire fred. Això pot ocórrer en qualsevol època de l'any, com ho demostren les tempestes que ocorren en conjunt amb tempestes de neu a l'hivern.

## Tipus de cumulonimbus

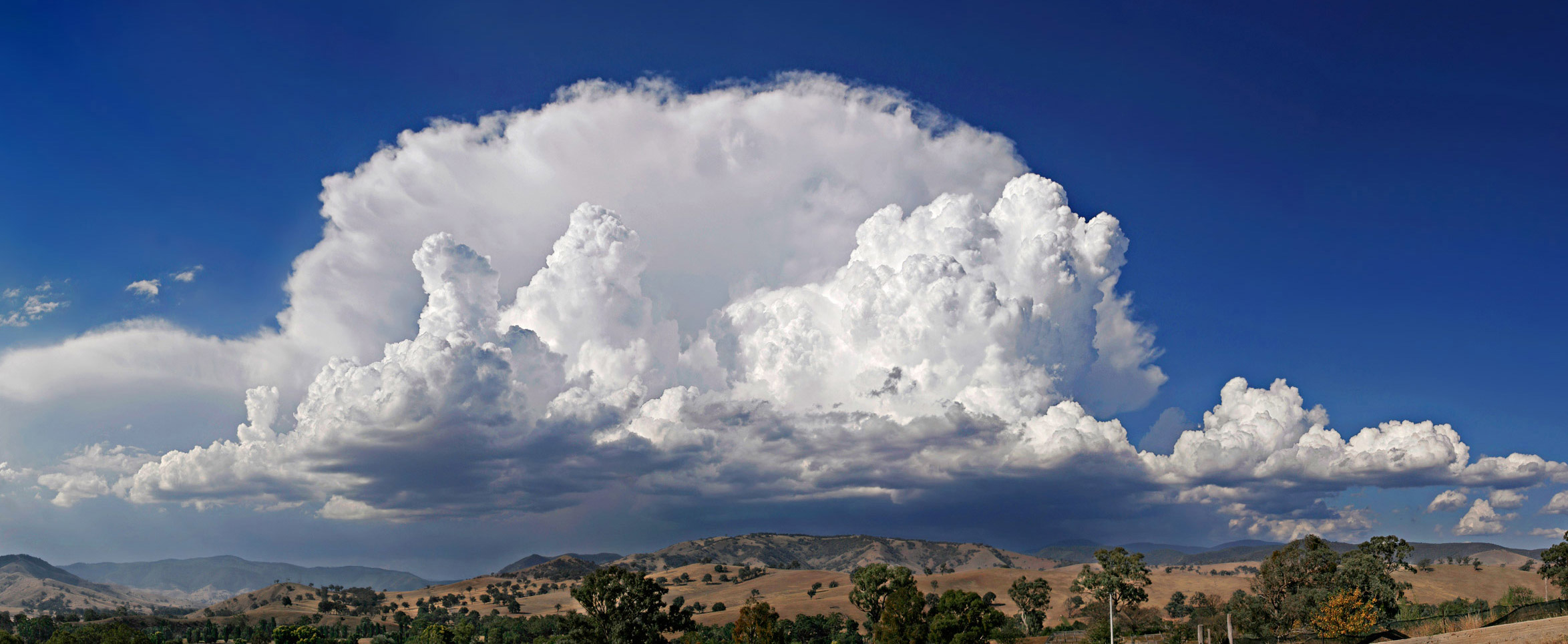
Cumulonimbus capillatus incus, en forma d'enclusa

Segons la classificació de l'Organització Meteorològica Mundial, hi ha dues menes de cumulonimbus, els cumulonimbus calvus (Cb cal) i els cumulonimbus capillatus (Cb cap). A aquests dos tipus de cumulonimbus se'ls poden afegir una sèrie de característiques addicionals i núvols annexos per caracteritzar-los amb més precisió.
- Cumulonimbus calvus: Es tracta d'un cumulonimbus amb una aparença de massa blanca, que recorda una coliflor, amb brots i contorns poc definits i sense parts fibroses o estriades. Acostuma a produir precipitació, que si arriba a terra pren la forma de xàfec.
- Cumulonimbus capillatus: És un cumulonimbus que es caracteritza per la presència, a la seva part superior, d'una estructura fibrosa o estriada, freqüentment en forma d'enclusa (cumulonimbus capillatus incus), de plomall o de gran cabellera desordenada. Quan les masses d'aire són molt fredes, l'estructura fibrosa s'estén sovint a la quasi totalitat del núvol. Aquests núvols acostumen a produir xàfecs i tempesta, sovint amb torbonada i calamarsa i freqüentment genera virga força nítida.

Característiques addicionals i núvols annexos:
- praecipitatio: precipitació de pluja, neu, neu granulada o calamarsa
- virga: precipitació que cau d'un núvol però que s'evapora abans d'arribar a terra
- pannus: nuvols de tipus fractus de forma irregular i separats que poden aparèixer a sota del cumulonimbus
- incus: cumulonimbus que ha arribat a la tropopausa i presenta la típica enclusa (incus en llatí) a la part superior.
- mamma: són uns núvols que pengen com protuberàncies de l'enclusa o més rarament de la base del cumulonimbus. El nom deriva del llatí mamma, mamella.
- pileus: petit núvol horitzontal, com un capell, que pot aparèixer a la part superior del cumulonimbus.
- velum: núvol horitzontal, com un vel de gran extensió, que es pot formar a mitja altura del cumulonimbus.
- arcus: és una formació en forma de corró dens i horitzontal situat al capdavant del núvol, que quan és extens té l'aparença d'un arc fosc i amenaçador. Un cumulonimbus arcus anuncia tempesta immediata.[5]
- murus: són núvols baixos que es formen per sota de la base d'un cumulonimbus, generalment a la zona on no hi ha precipitació a les supercèl·lules o de les tempestes violentes multicel·lulars i indica una zona de forts corrents ascendents. Si tenen moviment de rotació ràpida i forts moviments verticals poden generar una tuba o un tornado.
- cauda: és un núvol horitzontal entre el núvol murus i la regió de precipitació, en forma de cua que apunta vers la precipitació, (del llatí cauda, cua).
- flumen: és un núvol en forma de banda plana i ampla que flueix cap a la base del cumulonimbus, està relacionat amb el murus i el seu nom en llatí significa riu.
- tuba: és una protuberància en forma d'embut que es pot formar a la base del cumulonimbus. Tots els tornados comencen amb la formació d'una tuba, però no totes les tubes acaben en un tornado. En el cas de les tubes d'aire fred es formen sota l'efecte de vòrtex deguts a la convecció i al cisallament i no es troben associades a mesociclons de mida més gran. No acostumen a tocar el terra, però si això arriba a passar, són molt menys violents que els tornados.

## Exemples

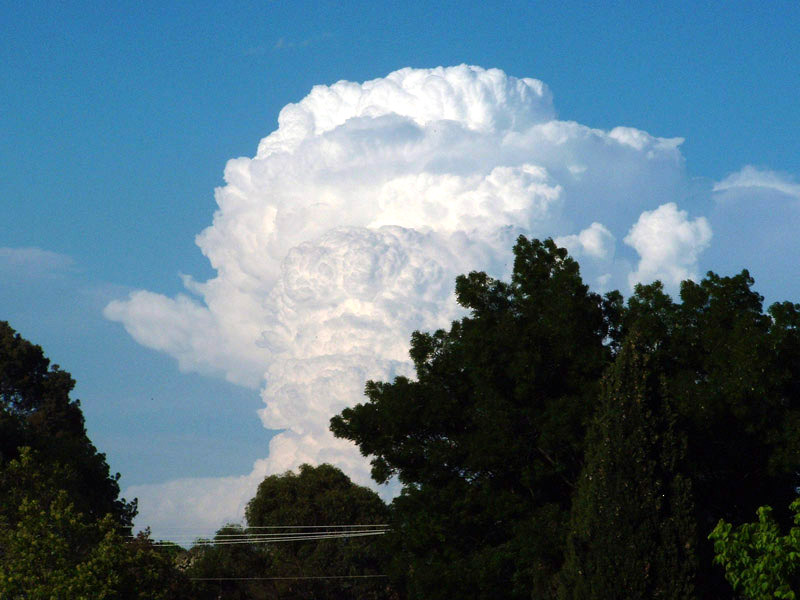
Cumulonimbus.
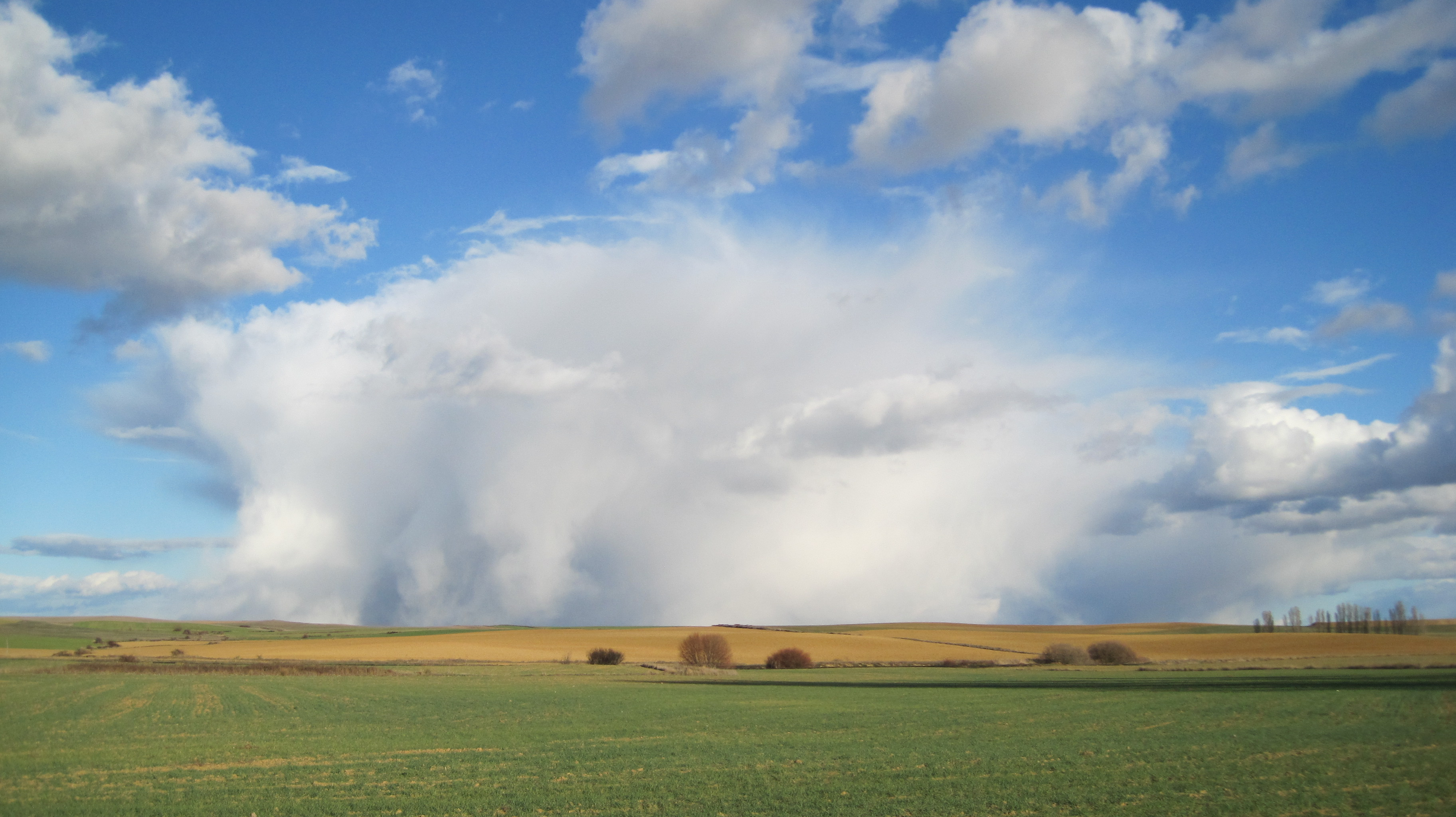
Cumulonimbes sobre la Terra de Camps, a la Província de Palència
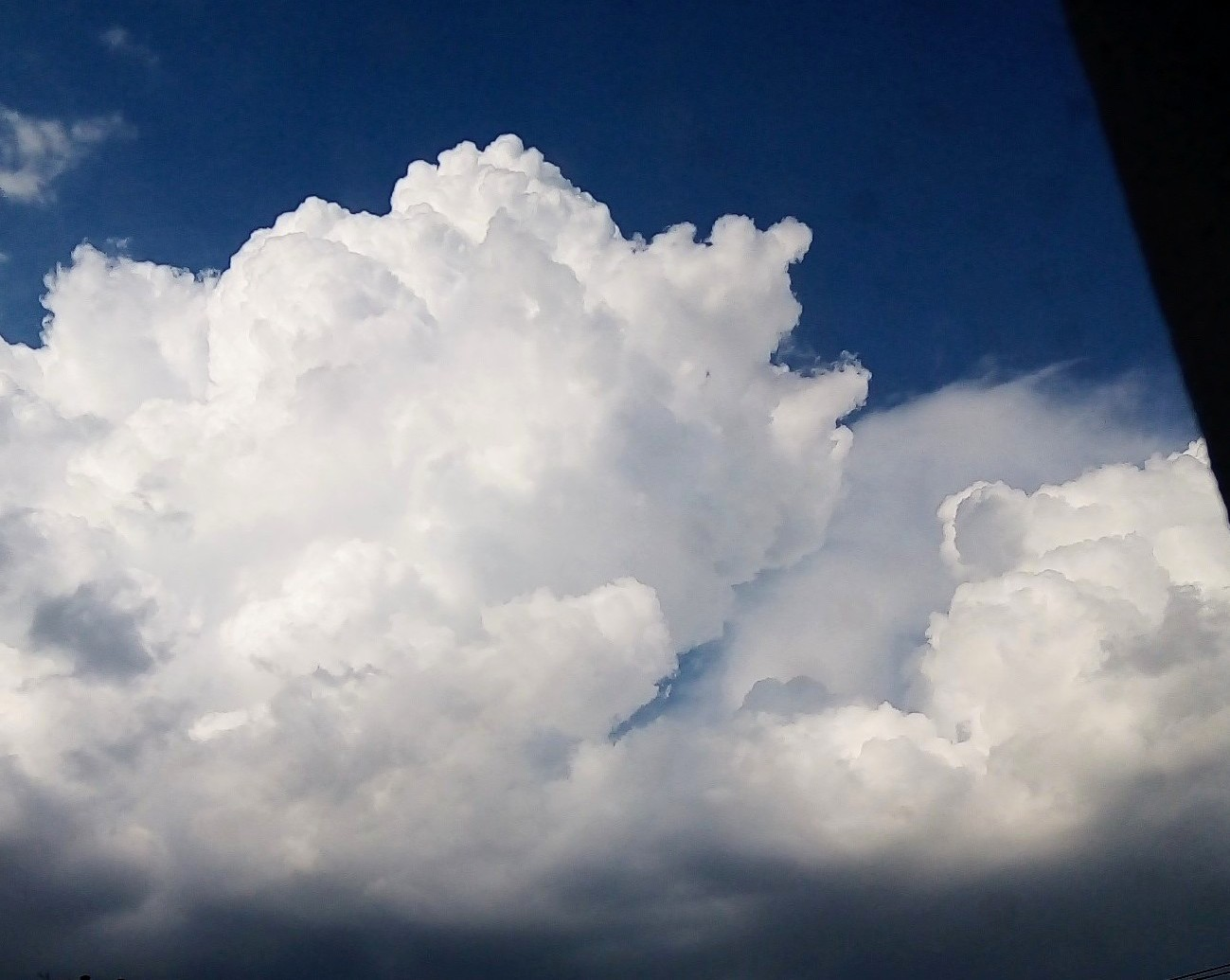
Núvol cumulonimbus, al costat d'un vòrtex de ferradura
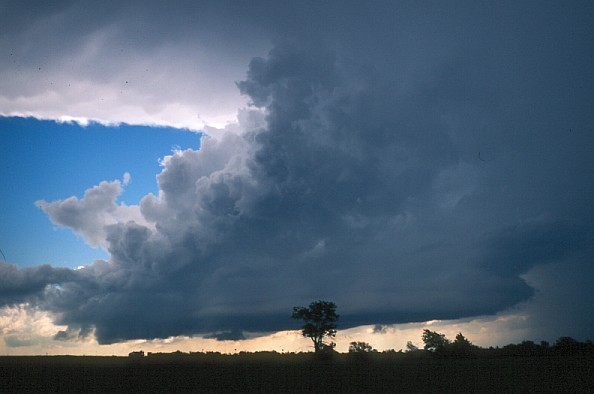
Cumulonimbes a Oklahoma. Part basal: àrea plujosa a la dreta.
Demostració.

### Cumulonimbes vistos des del punt de vista d'un avió

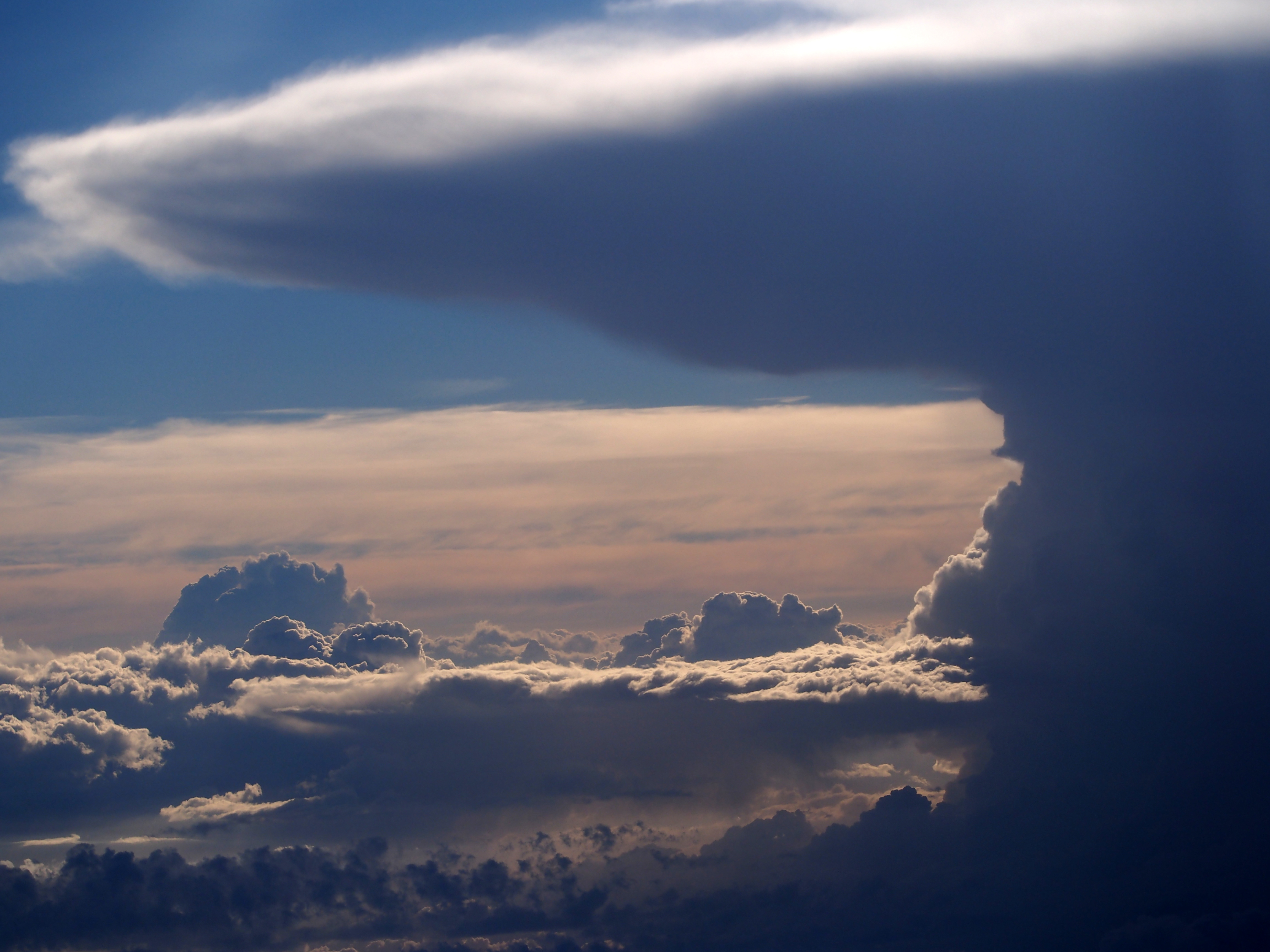
Un gran cumulonimbe vist des d'un avió que vola a una altitud de 32.000 peus (9750 m).

Les xifres següents provenen de l'Atles Internacional dels Núvols. La base d'un cumulonimbe es troba generalment per sota dels 2 km. El cim del cumulonimbus sol superar els 10 km d'alçada. L'espessor dels cumulonimbus varia entre 3 km i 15 km.
Aquestes xifres s'han de posar en perspectiva, perquè és comú que la base d'un núvol convectiu sigui significativament més alt, ja sigui en presència de convecció elevada o en presència de condicions molt seques. A més, el cim d'un cumulonimbus pot arribar als 70.000 peus, és a dir 21 km, que arriba fins a l'estratosfera.

#### Sota el núvol
Vistos des de baix, els cumulonimbus generalment tenen una base fosca que pot ser còncava. Sota la base dels cumulonimbes trobem freqüentment núvols esfilagarsats anomenats pannus que provenen de l'evaporació-condensació de la humitat a nivell del sòl. Quan aquests pannus se solden, formen un arc que és un corró fosc a la part frontal del núvol. La visibilitat pot ser pobra en cas de precipitacions. L'Atles Internacional de Núvols afirma que les turbulències solen ser molt fortes. No obstant això, els corrents ascendents sota un cumulonimbus poden ser extremadament laminars, extensos i regulars.

#### Dins del núvol
Els núvols cumulonimbus estan formats per gotes d'aigua a la part inferior que poden estar sobrerefredades i vidres de gel a la part superior. Aquesta aigua sobrerefredada sol estar present en grans quantitats i ràpidament provocarà la formació de gel a l'avió i possiblement provocarà un accident aeri. A les regions inferiors del núvol és fosc (i fins i tot pot estar fosc a plena llum del dia) i la visibilitat és nul·la. A la part superior del núvol, la il·luminació pot ser intensa però la visibilitat continua sent escassa. Les turbulències són molt fortes i extremes i molts avions s'han desintegrat en núvols cumulonimbus.

#### Per sobre del núvol
Depenent de la seva etapa de desenvolupament, apareixen com a cúmuls congestus o com a densos cirrus que formen vastos plomalls o tenen forma d'enclusa. Quan aquests núvols són directament il·luminats pel sol, són d'un blanc enlluernador. Poden sorgir d'una massa de núvols estratiformes (aquests són llavors altocumulonimbus) o estar envoltats de vel o píleus.

## Aparença
La base d'un cumulonimbus pot tenir més de 10 km horitzontals, i ocupar altituds baixes, mitjanes i altes: des d'una altitud al voltant dels 3 a 4 km. El pic pot arribar fins als 23 km d'altitud en casos extrems. Normalment, arriben a altituds molt més baixes.
El cumulonimbus sol caracteritzar-se per una zona camusa, i una altra tipus enclusa (el domo d'enclusa), causada per línies de vent feble que es queden enrere del núvol per la seva velocitat que és menor, tant com per la inversió de temperatura causada per l'augment de temperatures dalt de la tropopausa. Aquesta forma d'enclusa precedeix l'estructura principal del núvol per molta distància.

## Cicle de vida o etapes

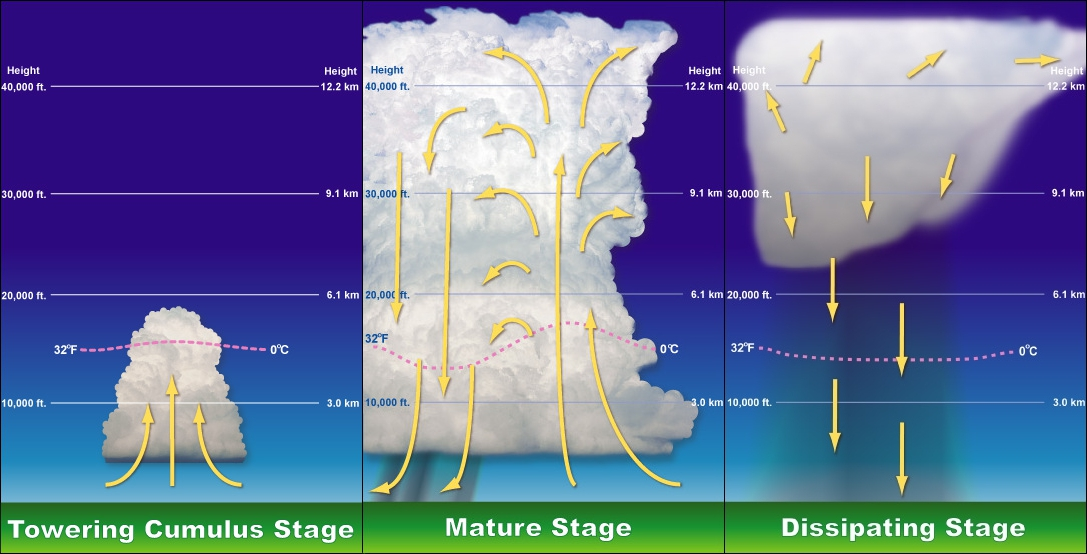
Etapes de la vida d'un núvol cumulonimbus.

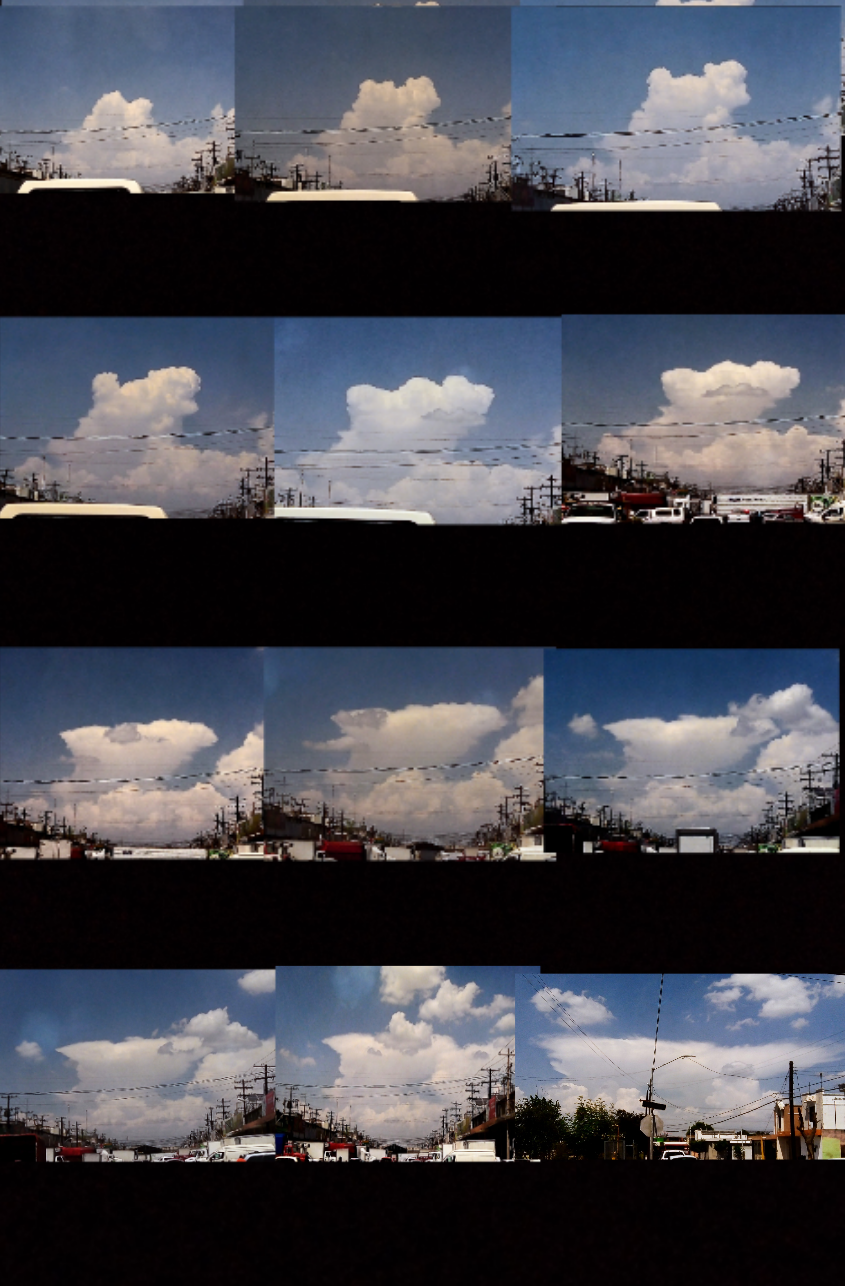
Transformació d'un núvol de cumulus congestus madur a un cumulonimbus incus madur

En general, els cumulonimbus requereixen humitat, una inestable massa d'aire i una força d'elevació per formar-se. Els cumulonimbus solen passar per tres etapes: l′etapa de desenvolupament, l′etapa de maduració (on el núvol principal pot arribar a l'estat de supercel·la en condicions favorables) i l′etapa de dissipació. La tempesta mitjana té un diàmetre de 24 km i una alçada d'aproximadament 12,2 km. Segons les condicions presents a l'atmosfera, aquestes tres etapes triguen una mitjana de 30 minuts a passar.

## Efectes

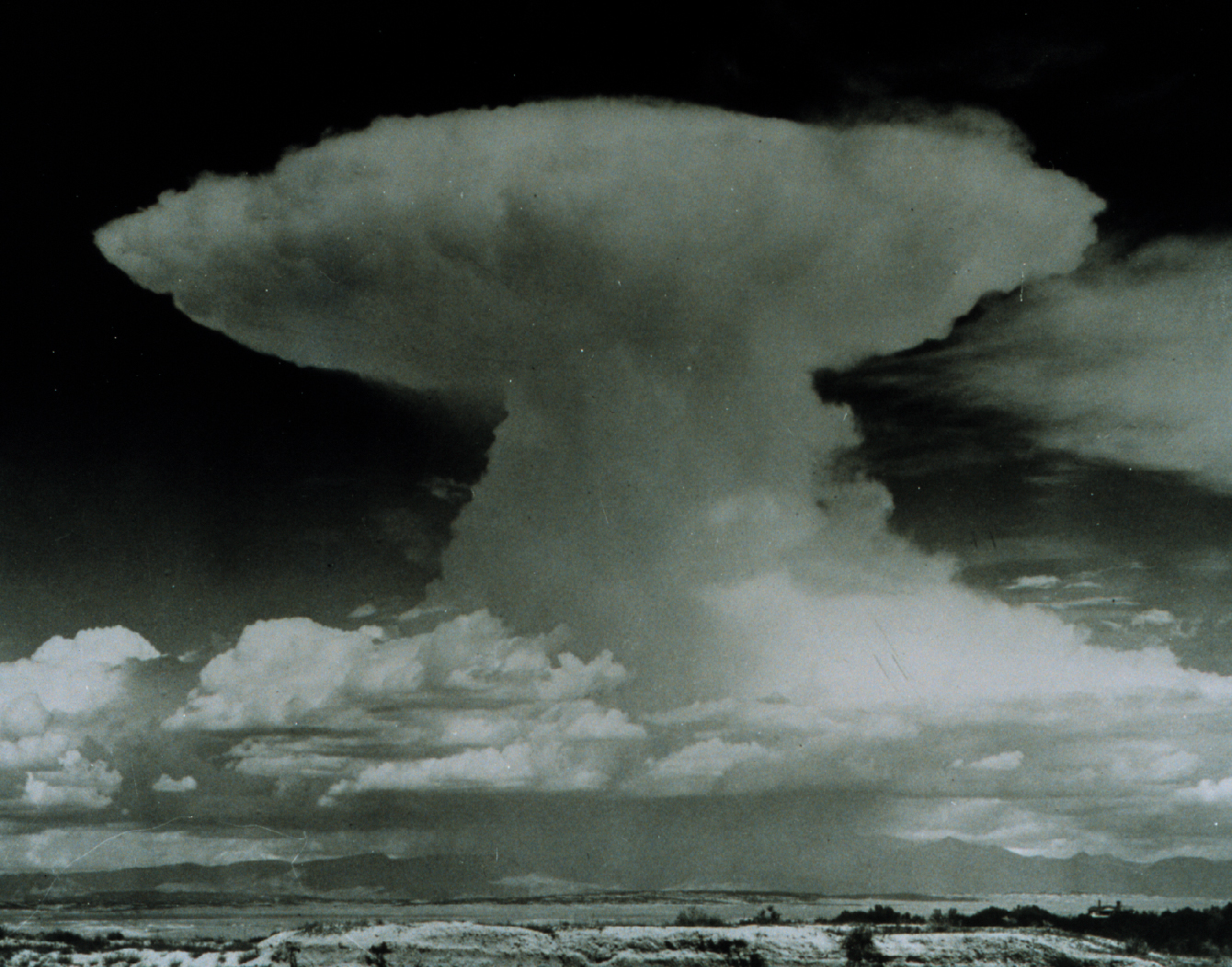
Cumulonimbus

Les cèl·lules de tempesta d'un cumulonimbus poden produir pluges fortes (particularment de naturalesa convectiva) i inundació, així com intensos vents. Moltes cèl·lules de tempesta cessen en no més de 20 min, quan la precipitació causa més descensos que ascensos, fent cessar la seva energia que es dissipa. Si hi ha prou energia solar en l'atmosfera (un dia d'intensa calor a l'estiu), la humitat de la cèl·lula de tempesta pot evaporar-se ràpidament resultant en una nova cèl·lula formant-se a pocs quilòmetres del nucli original. Això pot causar tempestes que durin moltes hores. Els núvols cumulonimbus també poden ocórrer com a tempestes hivernals perilloses anomenades «neu tempestuosa», que s'associen amb taxes de nevades particularment intenses i amb condicions de ventisca quan van acompanyades de forts vents que redueixen encara més la visibilitat. No obstant això, els núvols cumulonimbus són més comuns a les regions tropicals i també són freqüents en ambients humits durant l'estació càlida a les latituds mitjanes.
Els cumulonimbus tenen forts corrents de convecció, amb molt forts i impredictibles vents, particularment en els plànols d'ascensos i descensos verticals. Això pot ser extremadament perillós per a les aeronaus. Les naus petites a hèlix no han de travessar-les, sinó circumdar-les; jets més grans que volen més alt que aquelles també han de tractar de circumdar-les. Com solen comptar amb radar meteorològic i mesurador de vent, les detecten i els dona una guia per a passar pel costat, i encara si haguessin d'evitar-les, per ex. en el procés de començament d'aterrar.